# Ричбург (Њујорк)
Ричбург (енгл. Richburg) град је у америчкој савезној држави Њујорк.

## Демографија
По попису из 2010. године број становника је 450, што је 2 (0,4%) становника више него 2000. године.
| Група             | 2000.       | 2010.       |
| Белци             | 443 (98,9%) | 443 (98,4%) |
| Афроамериканци    | 2 (0,4%)    | 0 (0,0%)    |
| Азијати           | 1 (0,2%)    | 3 (0,7%)    |
| Хиспаноамериканци | 0 (0,0%)    | 2 (0,4%)    |
| Укупно            | 448         | 450         |